# Pæreskude
En pæreskude er et mindre fartøj, der anvendes til transport af frugt og andre varer fra provinsen til København, varerne sælges delvis direkte fra fartøjet. Pæreskuderne havde deres storhedstid fra 1800-tallet til 1930'erne - under 2. verdenskrig var det for farligt, og efter krigen blev skuderne udkonkurreret af andre transportformer.
| Skib | Spire Denne artikel om skibe eller både er en spire som bør udbygges. Du er velkommen til at hjælpe Wikipedia ved at udvide den. |